# Alexandre Thomas
Alexandre Thomas, född 1810 i Malmedy, död 1898 i Bryssel, var en belgisk målare.
Thomas utbildade sig i Düsseldorf till historiemålare och berömdes för ideal uppfattning och kraftig kolorit. Hans främsta verk är Judas natten före Kristi korsfästelse (1854) och Barabbas vid foten av Golgata (1857), båda i Bryssels museum.